# Дудко, Лев Владимирович
Лев Владимирович Дудко (род. 1971) — российский учёный, лауреат Шуваловской премии (2002) и Премии в области физики частиц и физики высоких энергий (2019).
Родился  9 сентября 1971 года.
Окончил физический факультет МГУ (1995). Доктор физико-математических наук (2022).
С 1995 г. научный сотрудник Научно-исследовательского института ядерной физики (НИИЯФ) МГУ, в  по настоящее время —заведующий Лабораторией электрослабых и новых взаимодействий.
Научная сфера — физика элементарных частиц.
Золотая медаль РАН для молодых ученых в области ядерной физики за 2002 год. Лауреат Шуваловской премии 2002 года. Лауреат Премии в области физики частиц и физики высоких энергий Европейского физического общества (в составе коллектива — Меркин М. М., Карманов Д. Е., Боос Э. Э., Дудко Л. В., Буничев В. Е., Перфилов М. А., Лефлат А. К.).
Диссертация: «Одиночное рождение t-кварка на коллайдере Tevatron в эксперименте DØ. Феноменологические аспекты рождения t-кварка и Хиггс-бозона на современных и будущих коллайдерах» : кандидата физико-математических наук : 01.04.23. - Москва, 2001. - 146 с.
Начиная с 2012 года входит в Топ-100 российских физиков по индексу Хирша и в Топ-20  по данным elibrary.ru.
Соавтор книг:
- 2020 The Phase-2 Upgrade of the CMS Level-1 Trigger : Technical Design Report. Belyaev A.V., Boos E., Chernoded A., Demiyanov A., Dudko L., Ershov A.A., Gribushin A., Kaminskiy A., Klyukhin V., Kodolova O., Lokhtin I., Obraztsov S., Perfilov M., Petrushanko S., Savrin V., Volkov P., Vorotnikov G., CMS Collaboration. место издания CERN Geneva, ISBN 978-92-9083-567-7, 378 с.
- 2019 A MIP Timing Detector for the CMS Phase-2 Upgrade : Technical Design Report. Belyaev A.V., Boos E., Dubinin M., Dudko L., Ershov A.A., Gribushin A., Klyukhin V., Kodolova O., Lokhtin I., Obraztsov S., Petrushanko S., Savrin V., Snigirev A., CMS Collaboration. место издания CERN Geneva, ISBN 978-92-9083-523-3, 320 с.
- 2019 CERN Yellow Reports: Monographs, Vol 7 (2019): Physics of the HL-LHC, and Perspectives at the HE-LHC. Боос Э.Э., Дудко Л.В., Воротников Г.А., Перфилов М.А., Волков П.В. место издания CERN Publishing CERN, Swizerland, ISBN 978-92-9083-549-3, 220 с. DOI
- 2018 The Phase-2 Upgrade of the CMS Endcap Calorimeter : Technical Design Report. Baskakov A., Belyaev A.V., Boos E., Demiyanov A., Dudko L., Ershov A., Gribushin A., Kaminskiy A., Klyukhin V., Kodolova O., Lokhtin I., Miagkov I., Obraztsov S., Petrushanko S., Savrin V., CMS Collaboration. место издания CERN Geneva, ISBN 978-92-9083-459-5, 366 с.